# 김풍익
김풍익(金豊益, 1921년 음력 8월 6일 ~ 1950년 6월 26일)은 대한민국의 군인으로 한국 전쟁 초기 의정부 전투에서 전사했다.

## 학력
- 1936년 4월 경성 선린고등상업학교
- 1948년 8월 육군사관학교 특7기 졸업
- 1949년 12월 육군포병학교 졸업
- 1950년 2월 육군보병학교 졸업

## 생애
충청남도 홍성군 출생으로 1936년 4월에 5년제의 선린상업학교를 입학하여 1941년 3월 31일 졸업하였다. 이후 1944년 12월부터 1945년 8월 15일까지 광복군에서 부사관 하사로 복무하다가 광복군 퇴속하였으며 이후 1948년 8월 17일 육군사관학교 제7기 특임으로 입교해 소정과 군사교육과 훈련을 받고 1948년 10월 12일 육군 소위로 임관되었다.
1950년 5월 1일 육군 소령으로 진급하고 5월 5일 육군포병학교 제2교도대대 대대장으로 부임했다. 한국 전쟁이 발발하자, 육군작전명령 제95호에 따라 제2교도대대는 2사단에 배속되어(26일 01시), 서울 용산동 본부를 출발하여 의정부 전선으로 향하였다. 김풍익 소령은 1포대를 동두천 방면에, 제3포대를 송우리 부근에, 제2포대를 의정부 북방 25 km 지점인 금오리에 배치하고 자일리 부근 전선에 집중 포격을 가했다. 그러나, 한국군이 원거리에서 쏘는 구형 105mm M3 야포의 화력은 북한군 T-34형 전차의 전진을 막지 못하였다. 이에, 김 소령은 적전차를 파괴하는 길은 오로지 야포의 직접조준 사격뿐이라고 판단하고, 금오리에 배치된 제2포대의 포진으로 뛰어가 전포대장 최진식 중위에게 기준포를 끌어내라고 명령하였는데, 마침 기준포가 고장으로 움직이지 않자, 6번포를 끌어내어 포대장 장세풍 대위와 함께 동포대원을 대동하고 적진으로 달려 갔다. 그리하여 자일리 서남쪽 1km까지 전진했다. 6월 26일 오전9시 40분경 조선인민군의 선두 전차가 산모퉁이를 돌아나와 50m 전방까지 다가왔다. 김 소령이 이끄는 6번포 반원들은 직립 조준사격으로 제1탄을 발사, 명중시켰다. 이어 제2탄을 장전하는 순간 북한군 전차에서 직사탄이 날아와 김소령을 비롯한 포반원 전원이 전사하였다.
사후 1950년 8월 24일 육군 중령으로 1계급 특진되고 12월 30일 을지무공훈장과 충무무공훈장이 추서되었으며 1980년 6월 25일에는 육군포병학교에 그의 동상이 건립되었고 또한 동작동 국립현충원 유패봉안소에 그의 유패가 봉안되었다.
1988년 10월 25일에는 그의 전사 장소인 의정부 축석령에 전적비가 건립되었다. 1995년 6월에, 전쟁기념사업회의 전쟁영웅으로 선정되었다. 가족으로는 부인 김석환(金奭煥) 씨가 있다.
2022년 6월에 K105A1 자주포의 별칭으로 그의 이름을 딴 '풍익'으로 제정되었다.

## 같이 보기
- 의정부 전투